# 34083 Feretova
34083 Feretova è un asteroide della fascia principale. Scoperto nel 2000, presenta un'orbita caratterizzata da un semiasse maggiore pari a 2,5417158 au e da un'eccentricità di 0,1875632, inclinata di 6,37878° rispetto all'eclittica.